# Autobahnkreuz Koblenz
Das Autobahnkreuz Koblenz ist ein Autobahnkreuz in Rheinland-Pfalz, das sich bei Koblenz befindet. Hier kreuzt die Autobahn 48 die A 61.

## Geographie
Das Autobahnkreuz befindet sich etwa 50 Kilometer südöstlich von Bonn und rund 10 km vom östlich gelegenen Koblenz entfernt. Es liegt auf dem Gebiet der Gemeinde Bassenheim. Die umliegenden Städte sind Koblenz und Mülheim-Kärlich.

## Besonderheiten
Die A 61 überquert im weiteren Verlauf in Richtung Ludwigshafen über die Talbrücke Winningen die Mosel kurz vor ihrer Mündung in den Rhein.

## Verkehrsaufkommen
| Von                  | Nach                         | Durchschnittliche tägliche Verkehrsstärke | Durchschnittliche tägliche Verkehrsstärke | Durchschnittliche tägliche Verkehrsstärke | Anteil Schwerlastverkehr | Anteil Schwerlastverkehr | Anteil Schwerlastverkehr |
| Von                  | Nach                         | 2005                                      | 2010                                      | 2015                                      | 2005                     | 2010                     | 2015                     |
| -------------------- | ---------------------------- | ----------------------------------------- | ----------------------------------------- | ----------------------------------------- | ------------------------ | ------------------------ | ------------------------ |
| AS Ochtendung (A 48) | AK Koblenz                   | 27.300                                    | 25.600                                    | 27.800                                    | 11,2 %                   | 11,1 %                   | 11,3 %                   |
| AK Koblenz           | AS Koblenz-Nord (A 48)       | 43.900                                    | 44.200                                    | 49.300                                    | 13,4 %                   | 13,3 %                   | 14,2 %                   |
| AS Plaidt (A 61)     | AK Koblenz                   | 48.300                                    | 46.000                                    | 47.500                                    | 24,1 %                   | 22,7 %                   | 23,4 %                   |
| AK Koblenz           | AS Koblenz-Metternich (A 61) | 47.200                                    | 46.300                                    | 49.800                                    | 22,2 %                   | 22,5 %                   | 22,3 %                   |